# Маркен (Нідерланди)
Маркен — півострів у штучному морі/озері Маркермер (якому дав свою назву), Нідерланди та колишній острів у Зойдерзее. Територія півострову належить однойменному селу, яке належить до муніципалітетіу Ватерланд у провінції Північна Голландія. Колишній острів зв'язаний із суходолом насипом-дамбою, по якому прокладено автодорогу.

## Туристична принада
Маркен є відомою туристичною принадою Нідерландів завдяки своїм характерним дерев'яним будиночкам. Певний час наприкінці XIX — початку XX сторіч Маркен та його населення отримали значну увагу фольклористів, етнографів та фізичних антропологів, які вважали це маленьке рибальське містечко залишком традиційної місцевої культури, що мала ось-ось зникнути під натиском модернізації Нідерландів.
Серед цих людей був і бельгійський художник Ксав'є Меллері, який був запрошений до Маркена Шарлем де Костером проілюструвати окремі роботи та створив декілька картин у стилі інтимізму.
До 1991 року Маркен мав статус окремого муніципалітету, згодом приєднаний до Ватерланду.

## Галерея

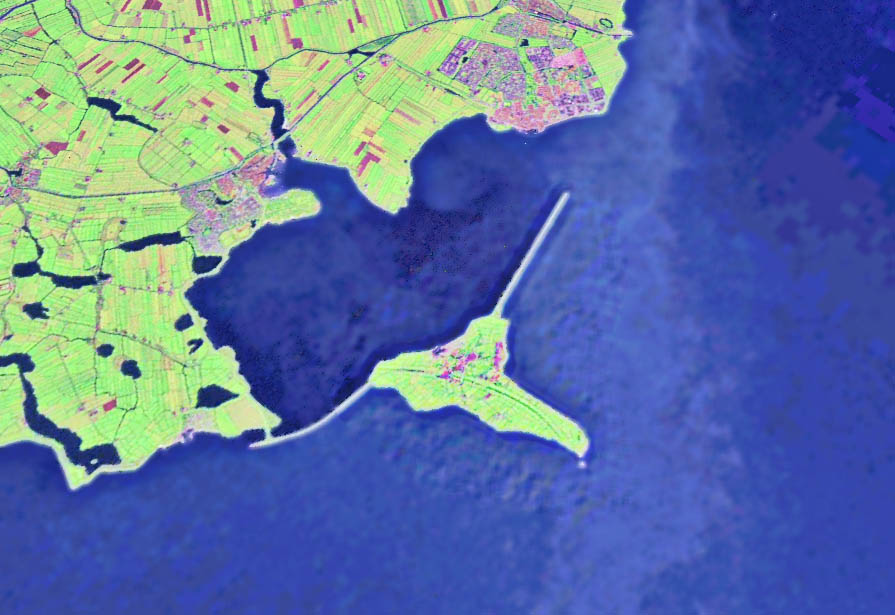
Супутниковий знімок Маркена
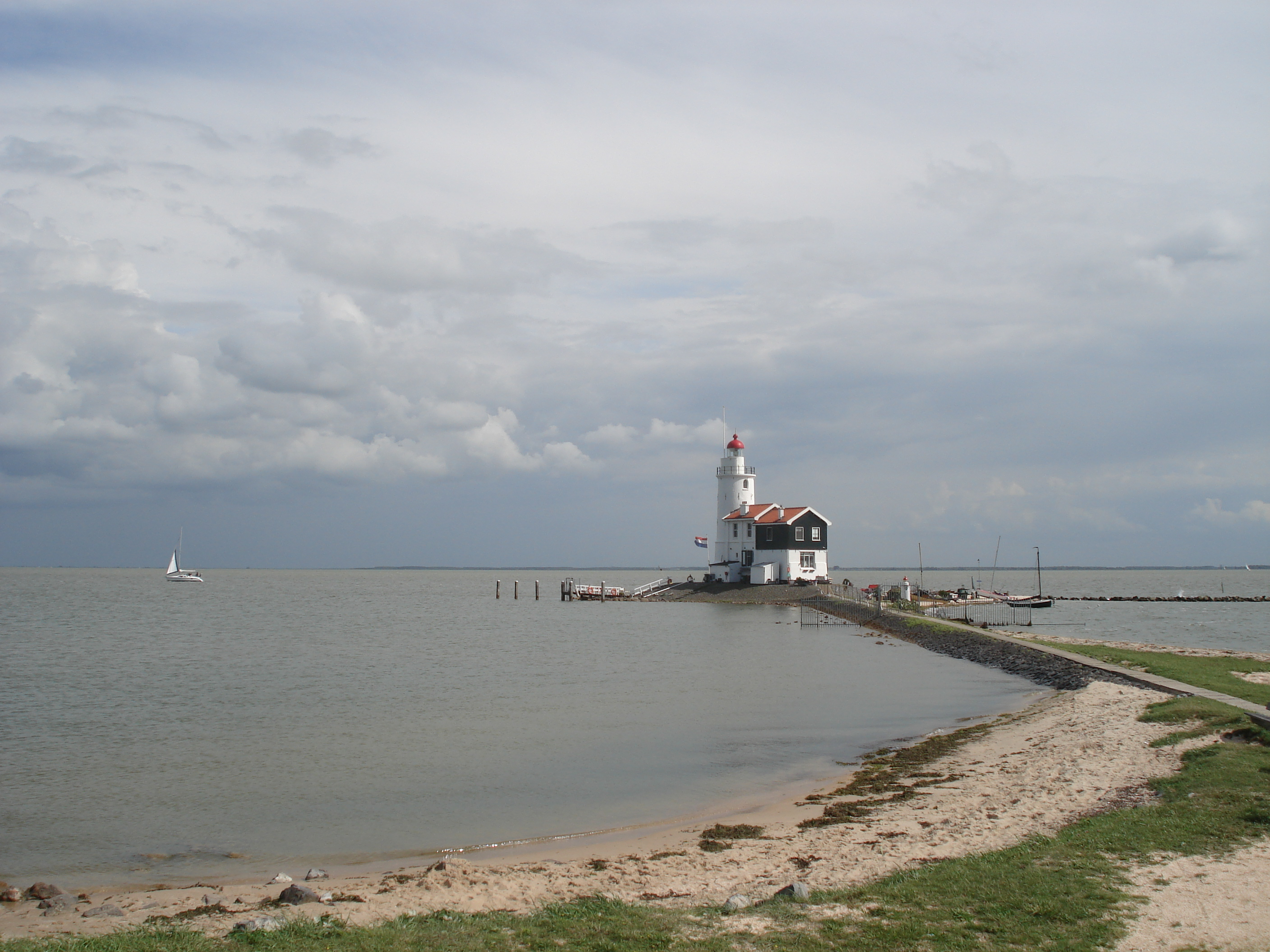
Знаменитий маяк Маркену (Paard van Marken)
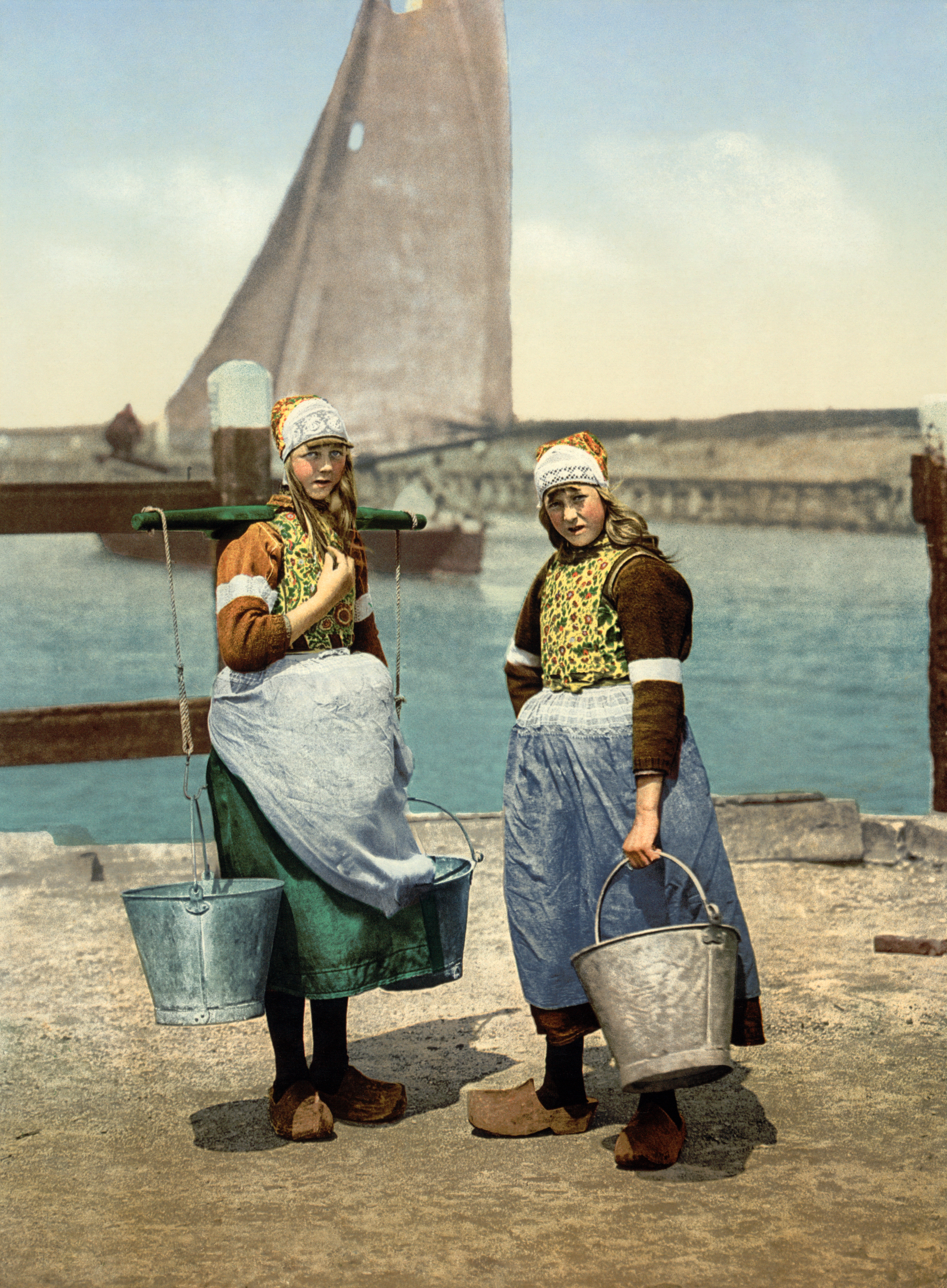
Дівчата в традиційних костюмах (бл. 1900)
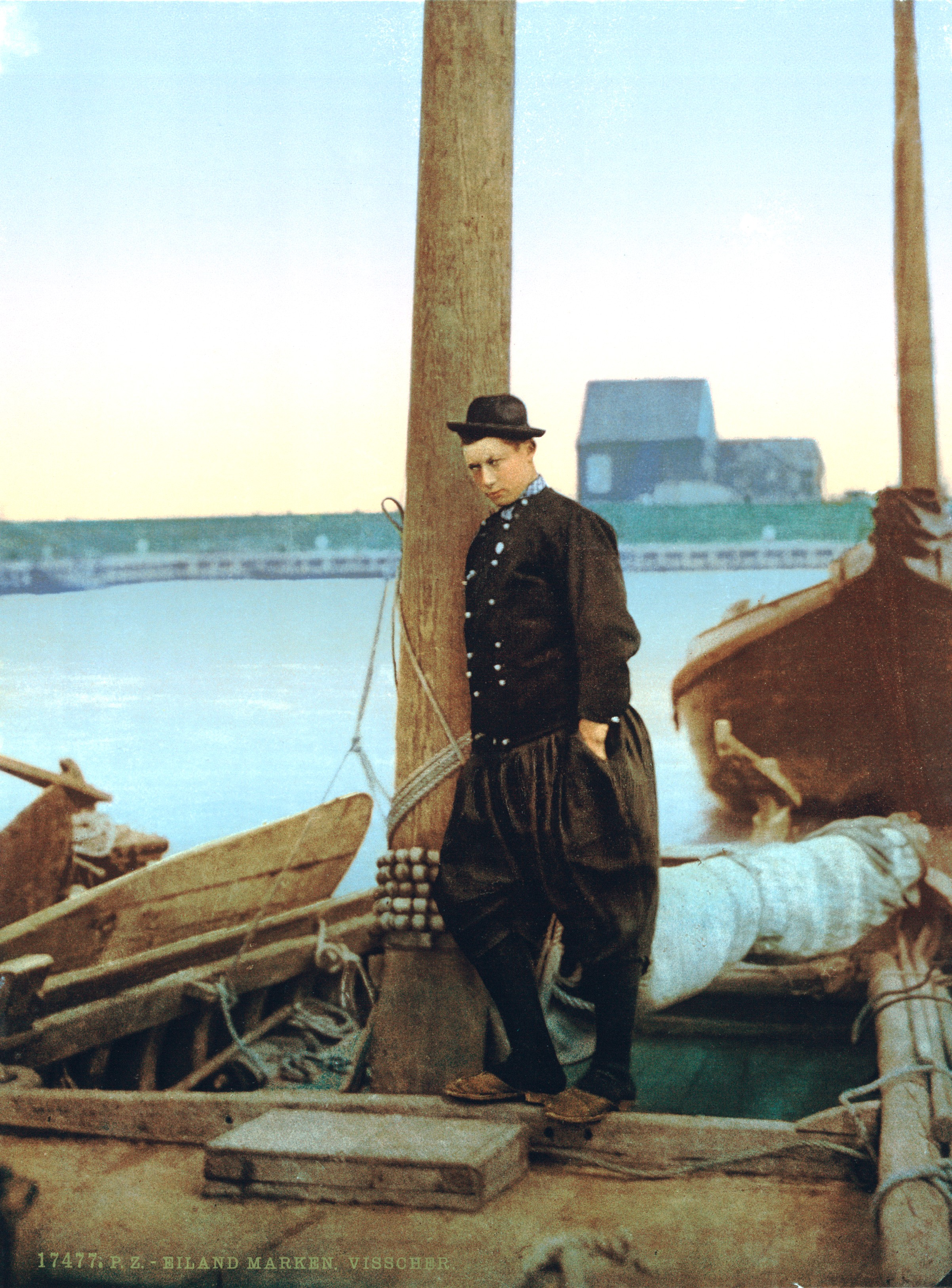
Рибак у традиційному костюмі (бл. 1900)